# Śnieżka (film 2012)
Śnieżka (hiszp. Blancanieves) – hiszpańsko-francusko-belgijski film fantasy z 2012 roku w reżyserii i według scenariusza Pablo Bergera. Obraz nawiązuje luźno do znanej baśni braci Grimm pt. Królewna Śnieżka. Film zrealizowany został na czarno-białej taśmie, jest również niemy.

## Produkcja
Zdjęcia do filmu kręcono w kilku regionach Hiszpanii. Główną lokacją było podmadryckie Aranjuez, gdzie znajduje się m.in. arena do walk dla byków i gdzie powstało ok. 50% zdjęć. Ponadto filmowano również w samym Madrycie (szpital w scenach początkowych) oraz w Katalonii (Barcelona, Vilanova i la Geltrú, Mataró), która udawała w filmie południową część Hiszpanii.

## Premiera
Światowa premiera filmu miała miejsce 8 września 2012 roku podczas 37. MFF w Toronto. Polska premiera filmu miała miejsce 17 października 2012 roku w ramach 28. Warszawskiego Festiwalu Filmowego.
Film był oficjalnym kandydatem Hiszpanii do Oscara za najlepszy film nieanglojęzyczny podczas 85. ceremonii wręczenia Oscarów. Ostatecznie nominacji jednak nie otrzymał.

## Obsada
- Maribel Verdú jako Encarna
- Daniel Giménez Cacho jako Antonio Villalta
- Ángela Molina jako Doña Concha
- Inma Cuesta jako Carmen de Triana
- Macarena García jako Carmen
- Sofía Oria jako Carmencita
- Josep Maria Pou jako Don Carlos
- Ramón Barea jako Don Martín
- Pere Ponce jako Genaro
- Emilio Gavira jako Jesusín

i inni

## Nagrody i nominacje
26. ceremonia wręczenia Europejskich Nagród Filmowych
- nagroda: Najlepszy Europejski Kostiumolog − Paco Delgado
- nominacja: Najlepszy Europejski Film − Pablo Berger
- nominacja: Najlepszy Europejski Reżyser − Pablo Berger

39. ceremonia wręczenia Cezarów
- nominacja: najlepszy film zagraniczny (Hiszpania)

27. ceremonia wręczenia nagród Goya
- nagroda: najlepsza nowa aktorka − Macarena García
- nagroda: najlepsze kostiumy − Paco Delgado
- nagroda: najlepsze zdjęcia − Kiko de la Rica
- nagroda: najlepsza muzyka − Alfonso de Vilallonga
- nagroda: najlepszy scenariusz oryginalny − Pablo Berger
- nagroda: najlepsza piosenka filmowa No te puedo encontrar − Pablo Berger i Chicuelo
- nagroda: najlepsza charakteryzacja − Sylvie Imbert i Fermín Galán
- nagroda: najlepsza aktorka − Maribel Verdú
- nagroda: najlepsza scenografia − Alain Bainée
- nagroda: najlepszy film − Ángel Durández, Jérôme Vidal i Ibon Cormenzana
- nominacja: najlepszy nowy aktor − Emilio Gavira
- nominacja: najlepsze efekty specjalne − Reyes Abades i Ferran Piquer
- nominacja: najlepszy kierownik produkcji − Josep Amorós
- nominacja: najlepszy reżyser − Pablo Berger
- nominacja: najlepszy aktor − Daniel Giménez Cacho
- nominacja: najlepszy aktor drugoplanowy − Josep Maria Pou
- nominacja: najlepsza aktorka drugoplanowa − Ángela Molina
- nominacja: najlepszy montaż − Fernando Franco